# Contea di Ocean
La contea di Ocean, in inglese Ocean County, è una contea del New Jersey centrale negli Stati Uniti. Il capoluogo è Toms River. È la contea più meridionale dell'area metropolitana di New York, nell'accezione più ampia riscontrabile nella definizione della stessa.

## Geografia fisica
La contea confina a nord con la contea di Monmouth, a est si affaccia sull'Oceano Atlantico, a sud si affaccia sulla Great Bay e ha un confine marittimo con la contea di Atlantic e a ovest confina con la contea di Burlington.
Il territorio e pianeggiante e la costa atlantica è bassa e sabbiosa. Il confine nord è segnato dal fiume Metedeconk e quello di nord-est dal fiume Manasquan. Nella baia defluiscono diversi fiumi ed i principali sono il Toms e il Cedar.
La costa è protetta dal mare aperto dalla penisola costiera di Barnegat e dall'isola costiera di Long Beach. La penisola si stende per oltre 30 km dall'estuario del fiume Manasquan nel nord della contea. La penisola di Barnegat è separata dal Barnegat Inlet dall'isola di Long Beach che si stende lungo tutta la costa della contea a sud della penisola di Barnegat. L'isola ha una lunghezza di circa 29 km ed una larghezza massima di circa 800 metri. Tra la penisola di Barnegat ed il suo prolungamento rappresentato dall'isola di Long Beach e la terraferma si stende la baia di Barnegat.
I centri principali sono Brick, Lakewood, Jackson, e Toms River.

## Storia
L'area era abitata dai nativi Lenape. La contea fu creata nel 1850 (da parti della contea di Monmouth) e deve il suo nome alla vicinanza con l'oceano.

## Comuni
- Barnegat Light - borough
- Barnegat - township
- Bay Head - borough
- Beach Haven - borough
- Beachwood - borough
- Berkeley - township
- Brick - township
- Eagleswood - township
- Harvey Cedars - borough
- Island Heights - borough
- Jackson - borough
- Lacey - city
- Lakehurst - borough
- Lakewood - township
- Lavallette - borough
- Little Egg Harbor - township
- Long Beach - township
- Manchester - township
- Mantoloking - borough
- Ocean Gate - borough
- Ocean - township
- Pine Beach - borough
- Plumsted - township
- Point Pleasant Beach - borough
- Point Pleasant - borough
- Seaside Heights - borough
- Seaside Park - borough
- Ship Bottom - borough
- South Toms River - borough
- Stafford - township
- Surf City - borough
- Toms River (capoluogo) - township
- Tuckerton - borough